# Rosse bladspeurder
De rosse bladspeurder (Clibanornis rubiginosus sysnoniem: Automolus rubiginosus) is een zangvogel uit de familie Furnariidae (ovenvogels).

## Verspreiding en leefgebied
Deze soort telt 13 ondersoorten:
- C. c. guerrerensis: zuidwestelijk Mexico.
- C. c. rubiginosus: oostelijk Mexico.
- C. c. veraepacis: van zuidelijk Mexico tot Nicaragua.
- C. c. fumosus: zuidwestelijk Costa Rica en westelijk Panama.
- C. c. saturatus: oostelijk Panama en noordwestelijk Colombia.
- C. c. sasaimae: de westelijk helling van de oostelijke Andes in centraal Colombia.
- C. c. nigricauda: westelijk Colombia en westelijk Ecuador.
- C. c. venezuelanus: zuidelijk Venezuela.
- C. c. cinnamomeigula: de oostelijke helling van de oostelijke Andes van Colombia.
- C. r. caquetae: zuidoostelijk Colombia en noordoostelijk Ecuador
- C. c. brunnescens: oostelijk Ecuador.
- C. c. watkinsi: van noordelijk Peru tot noordelijk Bolivia en zuidwestelijk Brazilië.
- C. c. obscurus: de Guyana's en noordoostelijk Brazilië.

## Status
De grootte van de populatie is in 2019 geschat op 0,5-5 miljoen volwassen vogels. Op de Rode lijst van de IUCN heeft deze soort de status niet bedreigd.